# Phobetes femorator
Phobetes femorator là một loài tò vò trong họ Ichneumonidae.